# Japonska kuhinja
Japonska kuhinja zajema regionalno in tradicionalno hrano Japonske, ki se je razvila skozi stoletja političnih, gospodarskih in družbenih sprememb. Tradicionalna japonska kuhinja (japonsko washoku) temelji na rižu z miso juho in drugimi jedmi s poudarkom na sezonskih sestavinah. Priloge so pogosto sestavljene iz rib, vložene in sveže zelenjave, kuhane v juhi. Običajni morski sadeži so pogosto pečeni na žaru, včasih pa jih postrežejo tudi surove kot sašimi ali suši. Morski sadeži in zelenjava so tudi globoko ocvrti v rahlem testu, kot je tempura. Poleg riža so med rezanci tudi rezanci, kot sta soba in udon. Japonska ima tudi veliko dušenih jedi, kot so ribji izdelki v juhi, imenovani oden ali govedina v sukijakiju in nikudžagi.
Pod zgodovinskim vplivom kitajske kuhinje se je japonska kuhinja v moderni dobi odprla tudi vplivom zahodnih kuhinj. Jedi, ki jih je navdihnila tuja hrana – zlasti kitajska – kot sta ramen in gjōza, pa tudi živila, kot so špageti, kari in hamburgerji, so bila prilagojena japonskim okusom in sestavinam. Tradicionalno so se Japonci izogibali mesu zaradi pripadnosti budizmu, toda z modernizacijo Japonske v 1880-ih so mesne jedi, kot sta tonkacu in jakiniku, postale običajne. Od tega časa je japonska kuhinja, zlasti suši in ramen, postala priljubljena po vsem svetu.
Leta 2011 je Japonska prehitela Francijo in postala država z največ restavracijami s tremi Michelinovimi zvezdicami; od leta 2018 je glavno mesto Tokio ohranilo naziv mesta z največ restavracijami s 3 zvezdicami na svetu. Leta 2013 je bila japonska kuhinja dodana na Unescov seznam nesnovne dediščine.

## Zgodovina
Riž je glavna sestavina japonske kuhinje. Pšenica in soja sta bili predstavljeni kmalu za rižem. Vse tri so danes osnovna živila v japonski kuhinji. Ob koncu obdobja Kofun in začetku obdobja Asuka je budizem postal uradna vera države. Zato je bilo uživanje mesa in rib prepovedano. Leta 675 našega štetja je cesar Tenmu prepovedal uživanje konj, psov, opic in kokoši. V 8. in 9. stoletju so številni cesarji še naprej prepovedovali ubijanje mnogih vrst živali. Število reguliranega mesa se je znatno povečalo, kar je vodilo v prepoved vseh sesalcev razen kitov, ki so bili kategorizirani kot ribe. V obdobju Asuka so na Japonsko prinesli palčke. Sprva jih je uporabljalo samo plemstvo. Splošno prebivalstvo je uporabljalo svoje roke, saj je bila posoda precej draga.
Zaradi pomanjkanja mesnih izdelkov so Japonci zmanjšali uporabo začimb. Začimbe so bile takrat redke. Začimbe, kot sta poper in česen, so bile uporabljene le v minimalni količini. V pomanjkanju mesa so bile kot glavna beljakovina postrežene ribe, saj je Japonska otoška država. Ribe so danes vplivale na številne ikonične japonske jedi. V 9. stoletju so bile zelo priljubljene ribe na žaru in narezane surove ribe. Japonci, ki bi si to lahko privoščili, so jedli ribe ob vsakem obroku; drugi so se morali za številne svoje obroke zadovoljiti z živalskimi beljakovinami. V tradicionalni japonski kuhinji se olju in maščobi v procesu kuhanja običajno izogibajo, saj so Japonci poskušali ohraniti zdrav način življenja.
Konzerviranje rib je postalo senzacija; suši je nastal kot sredstvo za konzerviranje rib s fermentacijo v kuhanem rižu. Ribe, ki so nasoljene in nato vložene v riž, se konzervirajo z mlečnokislinsko fermentacijo, ki pomaga preprečiti širjenje bakterij, ki povzročajo gnitje. V 15. stoletju sta napredek in razvoj pomagala skrajšati fermentacijo sušija na približno en do dva tedna. Suši je tako postal priljubljen prigrizek in glavna jed, ki združuje ribe z rižem. V poznem obdobju Edo (začetek 19. stoletja) je bil predstavljen suši brez fermentacije. Suši so še vedno uživali s fermentacijo in brez nje do 19. stoletja, ko je bil izumljen ročno zvit in nigri suši.
Leta 1854 je Japonska začela sklepati nove trgovinske posle z zahodnimi državami. Ko je cesar Meidži leta 1868 kot del obnove Meidži prevzel oblast, je vlada začela sprejemati zahodne običaje, vključno z uporabo živalskih proizvodov v hrani. Novi vladar je leta 1872 priredil novoletno pojedino, namenjeno objemu zahodnega sveta in držav. Pogostitev je vsebovala hrano, ki je odražala evropsko kuhinjo. Prvič v tisoč letih je bilo ljudem dovoljeno uživanje mesa v javnosti, splošna populacija pa je meso začela vključevati v svojo redno prehrano.

## Kultura

### Terminologija
Beseda vašoku (和食) je zdaj pogosta beseda za tradicionalno japonsko kuhinjo. Izraz kappō (japonsko 割烹, dobesedno 'rezanje in kuhanje (mesa)') je sinonim za 'kuhanje', vendar je postal sklicevanje na večinoma japonsko kuhinjo ali restavracije in se je veliko uporabljal v obdobjih Meidži in Taišō. Začel je pomeniti določen standard, morda celo najvišjega kalibra, restavracijo z najbolj usposobljenimi kuharji. Vendar kappō na splošno velja za prehranjevalni obrat, ki je nekoliko bolj ležeren ali neformalen v primerjavi s kaiseki.
(japonsko 懐石, latinizirano: Kaiseki, dobesedno 'grelni kamen') je povezan z japonskim obredom pitja čaja. Kaiseki velja za (poenostavljeno) obliko (japonsko 本膳料理, latinizirano: honzen-rjōri, dobesedno 'kuhanje na glavnem pladnju'), ki je bila uradna pogostitev, kjer so postregli več pladnjev hrane. Homofonski izraz ({{lang-ja|会席料理|kaiseki rjōri, dobesedno 'zbiranje + sedenje') se je prvotno nanašal na srečanje skladateljev haikujev ali renga, poenostavljena različica jedi honzen, ki so jih postregli na zabavah s pesmimi, pa je postala kaiseki rjōri. Vendar se je pomen izrodil in postal samo še en izraz za razkošno pogostitev ali ({{lang-ja|酒宴|šuen).

### Tradicionalne postavitve mize
Tradicionalna japonska postavitev mize se je skozi stoletja precej spreminjala, odvisno predvsem od vrste mize, ki je bila običajna v določenem obdobju. Pred 19. stoletjem so bile pred vsako večerjo postavljene majhne mizice ([[lang-ja|箱膳|hakozen}}) ali pladnji z ravnimi tlemi. Večje nizke mize (lang-ja|ちゃぶ台|čabudai}}), ki so sprejele cele družine, so postajale vse bolj priljubljene do začetka 20. stoletja, vendar so se do konca 20. stoletja umaknile jedilnim mizam in stolom v zahodnem slogu.
Tradicionalna japonska postavitev mize je, da se skleda riža postavi na levi strani večerje in skleda miso juhe na desni strani mize. Za njimi je vsak okazu postrežen na svojem krožniku. Na podlagi standardne formule treh okazujev so za rižem in juho trije ravni krožniki za tri okazuje; en skrajno zadaj levo, en skrajno zadaj desno in en na sredini. Vloženo zelenjavo pogosto postrežejo zraven, vendar se ne šteje kot del treh okazujev. Palčke so običajno postavljene na samem sprednjem delu pladnja v bližini večerje s koničastimi konci obrnjenimi v levo in podprti z naslonom za palčke ali hašioki.

### Obedovalni bonton
Številne restavracije in domovi na Japonskem so opremljeni s stoli in mizami v zahodnem slogu. Zelo pogoste pa so tudi tradicionalne japonske nizke mizice in blazine, ki jih običajno najdemo na tatamijih. Tatami, ki so narejeni iz slame, se zlahka poškodujejo in jih je težko očistiti, zato se čevlji ali kakršnakoli obutev vedno sezuje, ko se stopi na tatami.
Ko obedujete v tradicionalni sobi na tatamiju, je običajno sedenje pokončno na tleh. V priložnostnem okolju moški običajno sedijo s prekrižanimi stopali, ženske pa z obema nogama na eni strani. Le moški naj bi sedeli s prekrižanimi nogami. Formalni način sedenja za oba spola je klečeči slog, znan kot seiza. Če želite sedeti v položaju seiza, pokleknete na tla z nogami pokrčenimi pod stegni in zadnjico naslonjeno na pete.
Ko obedujete v restavraciji, stranke gostitelj vodi do njihovih sedežev. Častni ali najstarejši gost običajno sedi na sredini mize, ki je najbolj oddaljena od vhoda. V domu je tudi najpomembnejši gost nameščen najdlje od vhoda. Če je v prostoru tokonoma ali niša, se gost posede pred njo. Gostitelj sedi ob ali najbližje vhodu.
Na Japonskem je običajno reči itadakimasu ('Jaz (ponižno) prejemam'), preden začnemo jesti obrok. Ko izgovorite itadakimasu, položite obe roki skupaj pred prsmi ali v naročju. Pred Itadakimasu se pohvali videz hrane. Drug običajen in pomemben bonton je reči go-čisō-sama dešita ('Bila je pojedina') gostitelju po obroku in osebju restavracije ob odhodu.

### Tradicionalna kuhinja
Japonska kuhinja temelji na kombiniranju osnovne hrane, ki je na pari kuhan beli riž ali gohan (御飯), z eno ali več okazuju, 'glavnimi' ali 'priloženimi' jedmi. To lahko spremlja bistra ali miso juha in cukemono (kisle kumarice). Besedna zveza ičidžū-sansai (一汁三菜, 'ena juha, tri strani') se nanaša na sestavo tipičnega postreženega obroka, vendar ima korenine v klasični kuhinji kaiseki, honzen in jūšoku. Izraz se uporablja tudi za opis prve jedi, ki jo danes postrežejo v standardni kaiseki kuhinji.
Izvor japonske kuhinje 'ena juha, tri strani' je prehranjevalni slog, imenovan Ičidžu-Issai (一汁一菜, 'ena juha, ena jed'), ki izvira iz petih velikih zenovskih templjev iz 12. stoletja. Obdobje Kamakura (Kamakura Gozan), se je razvilo kot oblika obroka, ki poudarja varčnost in preprostost.
Riž postrežemo v svoji majhni skledi (čavan), vsako glavno jed pa damo na svoj krožnik (sara) ali skledo (hači) za vsako posamezno porcijo. To se izvaja celo v japonskih domovih. To je v nasprotju z domačimi večerjami v zahodnjaškem slogu, pri katerih vsak posameznik vzame obroke iz velikih krožnikov hrane, postavljenih na sredino jedilne mize. Japonski slog tradicionalno zavrača jedi z različnimi okusi, ki se dotikajo druga druge na enem krožniku, zato imajo različne jedi svoje krožnike, kot je omenjeno, ali pa so razdeljene na primer z listi. Polaganje glavnih jedi na riž in s tem 'umazanje' je tudi v tradicionalnem bontonu zavrnjeno.
Čeprav ta tradicija, da se na riž ne dodaja druga hrana, izvira iz klasičnih kitajskih jedilnih formalnosti, zlasti po sprejetju budističnih čajnih obredov; postalo je najbolj priljubljeno in pogosto med obdobjem Kamakura in po njem, na primer v kaisekiju. Čeprav je današnja kitajska kuhinja to prakso opustila, jo je japonska kuhinja ohranila. Ena izjema je priljubljeni donburi, pri katerem se prelivi postrežejo neposredno na rižu.
Majhna skleda za riž (茶碗, čavan), dobesedno 'čajna skleda', se uporablja kot beseda za velike čajne sklede v čajnih ceremonijah. Tako se v navadnem govoru skodelica za pitje zaradi razlikovanja imenuje junomi-javan ali junomi. Pri plemstvu je bil vsak hod polnega japonskega obroka prinesen na prtičkih, imenovanih zen (膳), ki so bili prvotno ploščati pladnji ali majhne jedilne mize. V moderni dobi je mogoče še vedno videti, da se v zašikijih, tj. sobah s tatamijem, za velike bankete ali v gostilnah tipa rjokan še vedno uporabljajo zloženi pladnji. Nekatere restavracije lahko uporabljajo pripono -zen (膳) kot bolj sofisticiran, čeprav zastarel sinonim za bolj znan teišoku (定食), saj je slednji v bistvu izraz za kombinirani obrok, ki ga postrežejo v taišū-šokudō, ki je podoben večerji. Teišoku pomeni obrok s stalnim menijem (na primer riba na žaru z rižem in juho), večerjo à prix fixe, postreženo v šokudō (食堂, 'jedilnica') ali rjōriten (料理店, 'restavracija'), ki je nekoliko nejasen (šokudō lahko pomeni restavracijo tipa diner ali korporativno kosilo); pisec o japonski popularni kulturi Išikawa Hirojoši jo definira kot hrano, ki jo strežejo v jedilnicah teišoku (japonsko 定食食堂, latinizirano: teišoku-šokudō) in primerljivih restavracijah, podobnih restavracijam.

### Sezonskost
Poudarek je na sezonskosti hrane ali šun (旬), jedi pa so zasnovane tako, da naznanijo prihod štirih letnih časov ali koledarskih mesecev.
Sezonska naravnanost pomeni izkoriščanje »sadov gora« (山の幸, jama no sači) (na primer poganjki bambusa spomladi, kostanja jeseni) in tudi »sadov morje« (海の幸, umi no sači), ko pridejo v sezono. Tako je bil prvi ulov črtastega tuna (japonsko 初鰹, latinizirano: hacu-gacuo), ki prispe s tokom Kurošio, tradicionalno zelo cenjen.
Če je nekaj na voljo precej prej, kot je običajno za zadevni predmet, se prvi pridelek ali zgodnji ulov imenuje haširi.
Za japonsko kuhinjo je značilna tudi uporaba drevesnih listov in vej kot dekorja. Javorovi listi pogosto lebdijo na vodi, da izžarevajo hlad ali rjō (涼); pogosto se uporabljajo vejice nandine (sveti bambus). Liste ščitovke (Aspidistra) in sasa (širokolistni bambus) so pogosto razrezali v oblike in jih položili pod ali uporabili kot ločila.

### Unescovo priznanje
Februarja 2012 je Agencija za kulturne zadeve priporočila, da se »Vašoku: tradicionalne prehranjevalne kulture Japoncev« doda na Unescov reprezentativni seznam nesnovne kulturne dediščine človeštva. 4. decembra 2013 je bil»Vašoku: tradicionalne prehranjevalne kulture Japoncev, predvsem za praznovanje novega leta« dodan Unescovi nesnovni kulturni dediščini, s čimer se je število japonskih dobrin, navedenih na Unescovem seznamu nesnovne kulturne dediščine, povzpelo na 22.

## Tradicionalne sestavine
Značilnost tradicionalne japonske hrane je varčna uporaba rdečega mesa, olj in maščob ter mlečnih izdelkov. Uporaba sestavin, kot so sojina omaka, miso in umeboši, po navadi povzroči jedi z visoko vsebnostjo soli, čeprav so na voljo različice z nizko vsebnostjo natrija.

### Poraba mesa
Ker je Japonska otoška država, obdana z oceanom, so njeni prebivalci vedno izkoriščali obilo morske hrane. Nekateri poznavalci prehrane menijo, da se je japonska prehrana vedno zanašala predvsem na »žita z zelenjavo ali morskimi algami kot glavnino, s perutnino kot sekundarno in rdečim mesom v majhnih količinah«, še pred pojavom budizma, ki je postavil še močnejši tabu. Prehranjevanje s »štirinožnimi bitji« (四足, jotsuaši) se je v obdobju Edo govorilo kot o tabuju, nečistem ali nečem, čemur se je treba izogibati po lastni izbiri. Uživanje kitovega in želvjega mesa po tej definiciji ni bilo prepovedano. Kljub temu uživanje rdečega mesa na Japonskem ni povsem izginilo. Uživanje divjadi – v nasprotju z udomačeno živino – je bilo tolerirano; zlasti ujetih zajcev so šteli z besedo va (羽), izrazom, ki je običajno rezerviran za ptice.
Leta 1872 ob obnovi Meidži, kot del odpiranja Japonske zahodnemu vplivu, je cesar Meidži odpravil prepoved uživanja rdečega mesa. Odprava prepovedi je naletela na odpor in v enem opaznem odgovoru je deset menihov poskušalo vdreti v cesarsko palačo. Menihi so trdili, da je zaradi tujega vpliva veliko število Japoncev začelo jesti meso in da to »uničuje dušo Japoncev«. Več menihov je bilo ubitih med poskusom vloma, ostali pa so bili aretirani. Po drugi strani pa je uživanje mesa sprejelo navadno ljudstvo. Gjūnabe (goveji vroč lonec), prototip sukijakija, je postal bes tistega časa. Priselile so se zahodne restavracije in nekatere so spremenile svojo obliko v Jōšoku.
Poraba zelenjave se je zmanjšala, medtem ko je v japonskih gospodinjstvih predelana hrana postala bolj pomembna zaradi naraščajočih stroškov splošnih živil. Kljub temu postaja kjotska zelenjava ali Kjojasai vse bolj priljubljena in oživljajo se različne sorte kjotske zelenjave.

### Olje za kuhanje
Na splošno se tradicionalna japonska kuhinja pripravlja z malo olja. Velika izjema je cvrtje živil. Ta metoda kuhanja je bila uvedena v obdobju Edo zaradi vpliva zahodne (prej imenovane nanban-rjōri (南蛮料理)) in kitajske kuhinje in je postala običajna z razpoložljivostjo jedilnega olja zaradi povečane produktivnosti. Jedi, kot so tempura, aburaage in sacuma age, so zdaj del uveljavljene tradicionalne japonske kuhinje. Besede, kot sta tempura ali hirjōzu (sinonim za ganmodoki), naj bi bile portugalskega izvora.
Tudi nekatere rustikalne vrste tradicionalnih japonskih jedi, kot so kinpira, hijiki in kiriboshi daikon, običajno vključujejo cvrtje v olju pred dušenjem v sojini omaki. Nekatere standardne jedi osōzai ali obanzai vsebujejo ocvrto japonsko zelenjavo z abura-age ali čirimen-jako, posušene sardele.

### Začimbe
Tradicionalna japonska hrana je običajno začinjena s kombinacijo dašija, sojine omake, sakeja in mirina, kisa, sladkorja in soli. Skromno število zelišč in začimb se lahko med kuhanjem uporabi kot namig ali poudarek ali kot sredstvo za nevtralizacijo prisotnih vonjav po ribah ali divjačini. Primeri takšnih začimb so ingver, perila in takanocume (鷹の爪) rdeča paprika.
Intenzivne začimbe, kot sta vasabi ali japonska gorčica, so na voljo kot začimbe surovim ribam zaradi njihovega učinka na sluznico, ki paralizira čut za vonj, zlasti zaradi ribjih vonjav. Vejica micube (japonski petršilj (Cryptotaenia) ali kos skorje yuzuja (citrus), ki plava na juhi, se imenuje ukimi. Mleti listi šiso in mjoga pogosto služijo kot jakumi, vrsta začimbe v kombinaciji s tatakijem kacuo ali soba. Šičimi je tudi zelo priljubljena začimbna mešanica, ki jo pogosto dodajajo juham, rezancem in riževim kolačem. Šičimi je mešanica začimb na osnovi čilija, ki vsebuje sedem začimb: čili, sanšo, pomarančno lupinico, črni sezam, beli sezam, konopljo, ingver in nori.

### Okrasi
Ko je glavna jed kuhana, lahko kot okras, imenovan cuma, dodamo začimbe, kot je mleti ingver in različna ostre zelišča. Nazadnje lahko jed okrasimo z mletimi morskimi algami v obliki zmečkanega norija ali kosmičev aonorija.
Neužitni okraski so predstavljeni v jedeh, ki odražajo praznik ali sezono. Na splošno to vključuje neužitne liste, rože, ki izvirajo iz Japonske ali imajo dolgo zgodovino gojenja v državi, pa tudi njihove umetne primerke.

### Solate
O-hitaši ali hitaši-mono (おひたし) je kuhana zelenolistna zelenjava, zbrana v šopke in narezana na velikost, namočena v juho iz dašija, zaužita s kančkom sojine omake. Drug predmet je sunomono (酢の物, 'predmet kisa'), ki je lahko narejen iz morske alge vakame (Undaria pinnatifida) ali pa je nekaj podobnega kōhaku namasu (紅白なます, 'rdeči beli namasu') narejen iz tankih rezin daikona in korenja. Tako imenovani kis, ki se zmeša s to sestavino, je pogosto sanbaizu(三杯酢, 'kis s tremi skodelicami/žlicami'), ki je mešanica kisa, mirina in sojine omake. Tosazu (土佐酢, 'kis Tosa') temu doda katsuo daši.
Aemono (和え物) je druga skupina predmetov, ki jo lahko opišemo kot nekakšno »pretreseno solato« (čeprav aemono vključuje tudi tanke trakove lignjev ali ribjega sašimija (itozukuri) itd., podobno pripravljenega). Ena vrsta je goma-ae (胡麻和え), kjer je običajno zelenjava, kot je stročji fižol, premešana z belim ali črnim sezamom, mletim v skledi iz suribači možnarja, dodatno aromatizirana s sladkorjem in sojino omako. Šira-ae (白和え) v mešanico doda tofu (fižolova skuta). Aemono je prelit z mešanico miso v obliki kisa in kot standard uporablja vakegi kapesanta in baka-gai (バカガイ / 馬鹿貝, koritasta školjka, Mactra chinensis).

### Riž
Riž je bil v zgodovini glavna hrana Japoncev. Njegov temeljni pomen je razviden iz dejstva, da beseda za kuhan riž, gohan ali meši, pomeni tudi 'obrok'. Medtem ko ima riž starodavno zgodovino gojenja na Japonskem, njegova uporaba kot osnovna živila ni bila univerzalna. Predvsem na severnih območjih (severni Honšū in Hokaidō) so bila v 19. stoletju druga žita, kot je pšenica, bolj pogosta.
V večini Japonske so riž jedli skoraj za vsak obrok in čeprav je raziskava iz leta 2007 pokazala, da ga 70 % Japoncev še vedno jedo enkrat ali dvakrat na dan, njegova priljubljenost zdaj upada. V 20. stoletju je prišlo do spremembe v prehranjevalnih navadah, saj vse več ljudi izbira izdelke na osnovi pšenice (kot so kruh in rezanci) namesto riža.
Japonski riž je kratkozrnat in med kuhanjem postane lepljiv. Večina riža se prodaja kot hakumai (白米, 'beli riž'), pri čemer je zunanji del zrn (糠, nuka) zloščen. Nebrušen rjavi riž (玄米, genmai) velja za manj zaželen, vendar njegova priljubljenost narašča.

### Rezanci
Japonski rezanci pogosto nadomeščajo jed na osnovi riža. Soba (tanki, sivkasto rjavi rezanci z ajdovo moko) in udon (debeli pšenični rezanci) so glavni tradicionalni rezanci, medtem ko je ramen sodoben uvoz in zdaj zelo priljubljen. Obstajajo tudi drugi, manj običajni rezanci, kot je somen (tanki, beli rezanci iz pšenične moke).
Japonske rezance, kot sta soba in udon, jemo samostojno in po navadi ne s prilogo. Morda ima prelive, vendar se imenujejo gu (具). Ocvrto tempuro s kozicami, ki leži v skledi tempura-sobe, bi imenovali 'kozica' ali 'tempura' in ne toliko kot preliv (gu). Enake prelive, če bi jih postregli kot jed, ki bi jih jedli z navadnim belim rižem, bi lahko imenovali okazu, zato so ti izrazi odvisni od konteksta. Nekatere jedi z rezanci izhajajo iz japonske folklore, kot sta kicune in tanuki, kar odraža jedi, v katerih je mogoče rezance spremeniti, vendar juha in okraski ustrezajo njihovi legendi.
Vroče rezance običajno postrežemo v skledi, v kateri je že juha in se imenujejo kakesoba ali kakeudon. Hladna soba pride nezačinjena in zložena na zaru ali seiro, poberemo jo s palčko in potopimo v omako za pomakanje. Juha je lahko sestavljena iz številnih sestavin, vendar na splošno temelji na dašiju; omaka, imenovana cuju, je običajno bolj koncentrirana in narejena iz sojine omake, dašija in mirina, sakeja ali obojega.
V preprosti obliki se rezancem poleg jušne omake/omake dodajo jakumi (dišave in začimbe), kot so šičimi, nori, drobno sesekljane kapesantse, vasabi itd.
Udon lahko jemo tudi v kama-age slogu, vročega naravnost iz vrelnega lonca in jemo z navadno sojino omako in včasih tudi s surovim jajcem.
Japonske rezance tradicionalno jemo tako, da skledo približamo ustom in rezance posesamo s pomočjo palčk. Glasno srkanje, ki iz tega izhaja, velja za normalno na Japonskem, čeprav so se leta 2010 začeli pojavljati pomisleki, da je srkanje žaljivo za druge, zlasti turiste. Beseda nuuhara (ヌーハラ, iz 'nuudoru harasumento', nadlegovanje z rezanci) je bila skovana za opis tega.

### Sladkarije
Tradicionalne japonske sladkarije so znane kot vagaši. Uporabljajo se sestavine, kot sta pasta iz rdečega fižola in moči. Sodobnejši okusi vključujejo sladoled iz zelenega čaja, ki je zelo priljubljen okus. Skoraj vsi proizvajalci proizvajajo njegovo različico. Kakigōri je naribana ledena sladica, aromatizirana s sirupom ali kondenziranim mlekom. Običajno se prodaja in je na poletnih festivalih. Sladica, ki je med japonskimi otroki zelo priljubljena, je dorajaki. So sladke palačinke, polnjene s sladko pasto rdečega fižola. Večinoma jih uživamo pri sobni temperaturi, veljajo pa tudi za zelo okusne vroče.

## Pijače

### Čaj
Zeleni čaj lahko postrežemo k večini japonskih jedi. Proizvajajo ga na Japonskem in pripravljajo v različnih oblikah, kot je matča, čaj, ki se uporablja v japonski čajni slovesnosti.

### Pivo
Proizvodnja piva se je začela na Japonskem v 1960-ih. Najpogosteje porabljena piva na Japonskem so svetli ležaki z vsebnostjo alkohola približno 5,0 %. Lager piva so najpogosteje proizvedeni tip piva, vendar pivu podobne pijače, narejene z nižjimi vsebnostmi slada, imenovane Happošu (発泡酒, dobesedno 'peneči alkohol') ali nesladni Happousei (発泡性, dobesedno 'šumenje' ) so zavzeli velik del trga, saj je davek na te izdelke bistveno nižji. Pivo in njegove sorte imajo skoraj 2/3 tržni delež alkoholnih pijač.
Majhne lokalne mikropivovarne prav tako postajajo vse bolj priljubljene od 1990-ih in dobavljajo piva z različnimi okusi v različnih slogih, ki se ujemajo s poudarkom na izdelavi, kakovosti in poreklu sestavin, ki so pogosto povezane z japonsko hrano.

### Sake
Sake je pijača iz kuhanega riža, ki običajno vsebuje 15–17 % alkohola in je narejena z večkratno fermentacijo riža. Pri tradicionalnih uradnih obrokih se šteje za enakovrednega rižu in se ne jemlje hkrati z drugimi jedmi na osnovi riža, čeprav se ta pojem običajno ne uporablja več za sodobni, prefinjeni, vrhunski ("gindžo") sake, ki malo spominjajo na prodajo izpred celo 100 let. Priloge k sakeju se imenujejo predvsem sakana ali ocumami.
Sake se vari v zelo delovno intenzivnem procesu, ki je bolj podoben proizvodnji piva kot vinarstvu, zato je splošni opis sakeja kot riževega 'vina' zavajajoč. Sake je po pravni definiciji narejen iz strogo samo štirih sestavin: posebnega riža, vode, plesni Aspergillus oryzae in posebnega kvasa.
Od leta 2014 ima Japonska približno 1500 registriranih tovarn, ki proizvajajo na tisoče različnih sakejev. Značilnosti sakeja in profili okusa se razlikujejo glede na regionalnost, sestavine in sloge (ki jih vzdržujejo cehi tovarn), ki jih želijo proizvajati vodje.
Profili okusa sakeja so izjemno primerni za združevanje s številnimi kuhinjami, vključno z nejaponskimi kuhinjami.

### Šoču
Šōčū je destilirana žgana pijača, ki je običajno narejena iz ječmena, sladkega krompirja, ajde ali riža. Šōčū se proizvaja povsod na Japonskem, vendar se je njegova proizvodnja začela na Kjušuju.

### Viski
Japonski viski se je začel komercialno proizvajati v zgodnjem 20. stoletju in je zdaj izjemno priljubljen, predvsem pa se uživa v obliki highballa (ハイボール, haibōru). Proizveden je v škotskem slogu, s sladnim viskijem, ki se proizvaja od 1980-ih, od leta 2000 pa je prejel najvišje mednarodne nagrade.

### Vino
Domača pridelava vina obstaja od leta 1860, vendar je večina vina uvoženega. Skupni tržni delež vina med alkoholnimi pijačami je okoli 3 %.

## Kuharske tehnike
Za vsakega od treh okazujev se uporabljajo različne kuharske tehnike; lahko so surovi (sašimi), pečeni na žaru, dušeni (včasih imenovani tudi kuhani), kuhani na pari, globoko ocvrti, v kisu ali začinjeni.

## Jedi
Spodaj je navedenih nekaj najpogostejših kategorij pripravljene hrane:
- Jakimono (焼き物), jedi na žaru in v ponvi
- Nimono (煮物), dušene/kuhane jedi
- Itamemono (炒め物), pražene jedi
- Mušimono (蒸し物), parjene jedi
- Agemono (揚げ物), globoko ocvrte jedi
- Sašimi (刺身), narezane surove ribe
- Suimono (吸い物) in širumono (汁物), juhe
- Cukemono (漬け物), vložena/soljena zelenjava
- Aemono (和え物), jedi, zalite z različnimi vrstami omak
- Sunomono (酢の物), kisane jedi
- Činmi (珍味), delikatese

## Razvrstitev

### Kaiseki
Kaiseki, tesno povezan s čajno slovesnostjo (čanoju), je visoka oblika gostoljubja skozi kulinariko. Slog je minimalističen, poveličuje estetiko vabi-sabija. Tako kot čajna slovesnost je tudi spoštovanje jedilnega pribora in posod del izkušnje. V sodobni standardni obliki je prva jed sestavljena iz ičidžū-sansai (ena juha, tri jedi), ki ji sledi postrežba sakeja, ki jo spremljajo jedi, postavljene na kvadraten lesen obrobljen pladenj vrste hassun (八寸). Včasih se kot dodatek k sakeju postreže še en element, imenovan šiizakana (強肴), za goste, ki pijejo več.

### Vegetarijanska
Strogo vegetarijanska hrana je redka, saj so celo zelenjavne jedi aromatizirane z vseprisotno osnovo daši, običajno narejeno s kacuobuši (posušeni kosmiči črtastega tuna), in so zato pogosteje ribje kot mesne. Izjema so ++šōdžin-rjōri++ (精進料理), vegetarijanske jedi, ki so jih razvili budistični menihi. Vendar oglaševani slednjih v javnih restavracijah vključuje nekatere nevegetarijanske elemente. Vegetarijanstvo, fuča-rjōri (普茶料理) je iz Kitajske prinesla sekta Ōbaku (podsekta zen budizma) in ga nekateri viri še vedno obravnavajo kot del 'japonske kuhinje'. Sekto je na Japonskem ustanovil duhovnik Ingen (um. 1673) in ima sedež v kraju Udži v Kjotu. Japonsko ime za navadni zeleni fižol je povzeto po tem duhovniku, ki je domnevno predstavil pridelek v Novi svet prek Kitajske. Eden od vidikov fuča-rjōrija, ki ga izvajajo v templju, je bogastvo modoki-rjōri (もどき料理, 'lažna hrana'), en primer je lažna jegulja, narejena iz pasiranega tofuja, z algami nori, ki se strokovno uporabljajo za posnemanje črne kože. Skrivna sestavina, ki se uporablja, so naribane korenine repinca.
Masakazu Tada, častni podpredsednik Mednarodne vegetarijanske zveze je izjavil, da je bila »Japonska je bila vegetarijanska 1000 let«. Tabu proti uživanju mesa je leta 1872 odpravil cesar Meidži kot del prizadevanj za vesternizacijo Japonske. Britanski novinar J. W. Robertson Scott je v 1920-ih poročal, da je bila družba še vedno 90-odstotna vegetarijanska, 50–60 % prebivalstva pa je jelo ribe samo ob prazničnih priložnostih, verjetno bolj zaradi revščine kot iz katerega koli drugega razloga.

### Regionalna kuhinja
Japonska kuhinja ponuja široko paleto regionalnih specialitet, znanih kot kjōdo-rjōri (郷土料理), mnoge od njih izvirajo iz jedi, pripravljenih po tradicionalnih receptih iz lokalnih sestavin. Hrana iz regije Kanto je zelo močnega okusa. Na primer, juha na osnovi dašija za serviranje rezancev udon je bogata s temno sojino omako, podobno kot juha soba. Po drugi strani pa so živila regije Kansai rahlo začinjena s prozornimi rezanci udon narejeno s svetlo sojino omako.